# La Forêt, l'hiver
 (février 2025).
Si vous disposez d'ouvrages ou d'articles de référence ou si vous connaissez des sites web de qualité traitant du thème abordé ici, merci de compléter l'article en donnant les références utiles à sa vérifiabilité et en les liant à la section « Notes et références ».
La Forêt, l'hiver est un tableau réalisé par le peintre français Gustave Courbet en 1860. Cette huile sur toile est un paysage qui représente une forêt enneigée dans laquelle se remarquent trois cerfs. Acquise en 1913, l'œuvre est conservée au Cincinnati Art Museum, à Cincinnati, dans l'Ohio, aux États-Unis.

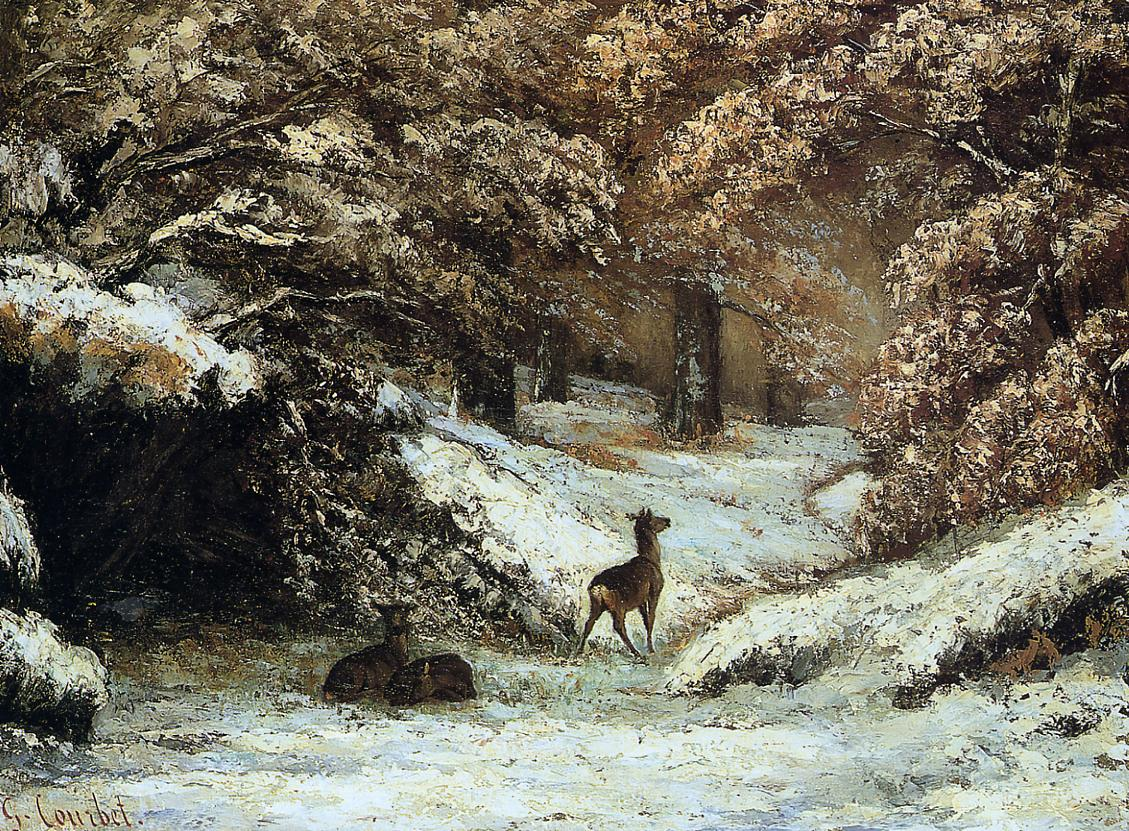
La Remise des chevreuils en hiver, 1866 – Musée des Beaux-Arts de Lyon, Lyon.